# Giardino del Guasto
Il giardino del Guasto è un giardino pubblico di Bologna, situato presso Piazza Verdi. Il nome del giardino deriva dall'essere stato costruito sulle macerie di un importante palazzo nobiliare, Palazzo Bentivoglio, distrutto nel 1507.
Il giardino attuale, inaugurato nel 1975 su progetto dell'architetto Gennaro Filippini, risulta rialzato rispetto al livello stradale e si estende su una superficie di circa tremila metri quadri, di cui gran parte ricoperti di calcestruzzo.
Progettato come campo gioco sperimentale per bambini, ha subito per molti anni una situazione di abbandono e degrado, per essere riaperto a partire dal 1998 grazie all'impegno di alcuni cittadini residenti, costituitisi in associazione.

## Storia
Prima della distruzione di Palazzo Bentivoglio, avvenuta nel 1507, l'area in cui oggi sorge il giardino era occupata dal giardino privato del palazzo, voluto da Sante Bentivoglio e arricchito da una preziosa fontana marmorea le cui acque erano state fatte confluire dalla collina di San Michele in Bosco.
Dopo il saccheggio e la distruzione, i detriti vennero accumulati fino a formare una collina ancora più alta del livello attuale, che rimase anche dopo la costruzione dell'adiacente Teatro comunale, avvenuta nel 1763. Usato come discarica di materiali edilizi, fu circondato dalle attuali mura durante l'800. Alcune stanze, probabilmente facenti parte delle cantine o delle stalle del palazzo, sono accessibili alla base delle mura, e furono poi usate come rifugio antiaereo durante il secondo conflitto mondiale.

### Il progetto di recupero
Attorno al 1969 l'amministrazione comunale diede incarico all'architetto Gennaro Filippini di realizzare un progetto per il recupero dell'area.
Ispirandosi al fatto che il posto veniva utilizzato dai bambini come area di esplorazione e sperimentazione, Filippini decise di avvalersi della consulenza di alcuni psicologi e di osservare le reazioni dei bambini al procedere dei lavori di sistemazione dell'area. Facendo riferimento ai principi dell'educazione montessoriana per la scelta dei materiali e delle forme in cemento che occupano la parte principale del giardino, e alle idee di giardino naturale proposte a fine '800 da William Robinson  e Gertrude Jekyll.
Il giardino fu inaugurato nel 1975, e il risultato dell'intervento fu un giardino sopraelevato, in cui la parte centrale è costituita da camminamenti in cemento affiancato da bassi muretti dello stesso materiale, dall'andamento sinuoso. Il camminamento sfocia in un'area completamente pavimentata in cemento che al centro degrada verso una fontana in forma di piccolo torrente (che scorre su un letto anch'esso di cemento), e termina con una terrazza affacciata sulla sottostante via Belle Arti, dominata da un tiglio e da un albero del rosario. 
Oltre i muretti che si sviluppano ai due lati del giardino si trovano due brevi scarpate alberate, accessibili e piantate ad alberi d'alto fusto (quercia rossa, carpino nero, bagolaro, albero di giuda, acero montano, ippocastano, gelso da carta, alloro, sambuco).

### L'abbandono del giardino
Con i disordini avvenuti nel 1977 a seguito dell'uccisione dello studente Francesco Lorusso, l'area attorno a Piazza Verdi divenne teatro di continue manifestazioni di protesta.
A queste seguì il dilagare dell'uso di droghe e allucinogeni, e dell'uso frequente da parte dei loro consumatori dello spazio del Giardino, che fu presto identificato dai cittadini bolognesi come luogo destinato all'uso delle siringhe e allo spaccio.

### La nascita dell'Associazione Giardino del Guasto
Fu solo alla fine degli anni '90, su richiesta del comitato "Piazza Verdi", che il Comune di Bologna decise di avviare una risistemazione dello spazio del giardino, aprendo un secondo accesso dalla retrostante via del Guasto e affidando la gestione del giardino alla neonata Associazione Giardino del Guasto, che tuttora si occupa della gestione delle attività e della manutenzione ordinaria. L'Associazione è stata premiata dall'INU ,Istituto Nazionale di Urbanistica,  per il Progetto , la Cura e La Gestione dello Spazio Pubblico durante La Biennale dello Spazio Pubblico 2013